# Loxosceles
Loxosceles (лат.) — род аранеоморфных пауков из семейства Sicariidae. Представители распространены в тёплых регионах Старого и Нового Света. Наиболее активны в жаркие летние месяцы. Охотятся ночью, преимущественно, на членистоногих. Максимальный срок жизни самок — 7 лет. Род насчитывает около 100 видов.

## Опасность для человека
Яд опасен для человека: вызывает некроз значительного участка кожи в районе укуса. Основной компонент яда — сфингомиелиназа D. Отравление ядом паука из рода Lохоsсеles характеризуется гангренным струпом на месте укуса, тошнотой, недомоганием, лихорадкой, гемолизом и тромбоцитопенией. В большинстве случаев укус паука незначителен и обходится без некроза, однако в больших дозах способен спровоцировать образование некротической язвы, уничтожающей мягкую ткань. В диаметре язва может достигать 25 см и более, а после заживления, которое занимает 3—6 месяцев, остается вдавленный рубец.

## Классификация
- Loxosceles tenochtitlan
- Loxosceles reclusa (Паук-отшельник)
- Loxosceles rufescens
- другие виды